# Kanton Graçay
Der Kanton Graçay war bis 2015 ein französischer Wahlkreis im Département Cher und in der Region Centre-Val de Loire. Er umfasste sechs Gemeinden im Arrondissement Vierzon; sein Hauptort (frz.: chef-lieu) war Graçay. Die landesweiten Änderungen in der Zusammensetzung der Kantone brachten im März 2015 seine Auflösung.
Der Kanton Graçay war 134,95 km2 groß und hatte 3570 Einwohner (Stand: 2012).

## Gemeinden
| Gemeinde                  | Einwohner (Stand: 2022) | Code postal | Code Insee |
| ------------------------- | ----------------------- | ----------- | ---------- |
| Dampierre-en-Graçay       | 248                     | 18310       | 18085      |
| Genouilly                 | 666                     | 18310       | 18100      |
| Graçay                    | 1245                    | 18310       | 18103      |
| Nohant-en-Graçay          | 292                     | 18310       | 18167      |
| Saint-Georges-sur-la-Prée | 595                     | 18100       | 18210      |
| Saint-Outrille            | 215                     | 18310       | 18228      |

## Bevölkerungsentwicklung
| 1962 | 1968 | 1975 | 1982 | 1990 | 1999 | 2006 | 2011 |
| ---- | ---- | ---- | ---- | ---- | ---- | ---- | ---- |
| 3716 | 4038 | 3916 | 3708 | 3737 | 3652 | 3630 | 3586 |